# Râul Bozovici
Râul Bozovici este un curs de apă, afluent al râului Miniș.

## Hărți
- Munții Anina [nefuncțională – arhivă]
- Harta Județului Caraș-Severin